# Delphyre rubricincta
Delphyre rubricincta là một loài bướm đêm thuộc phân họ Arctiinae, họ Erebidae.